# Caussade-Rivière
Caussade-Rivière là một xã thuộc tỉnh Hautes-Pyrénées trong vùng Occitanie tây nam nước Pháp. Xã này nằm ở khu vực có độ cao trung bình 159 mét trên mực nước biển.